# Lý thuyết ruy băng (ADN)

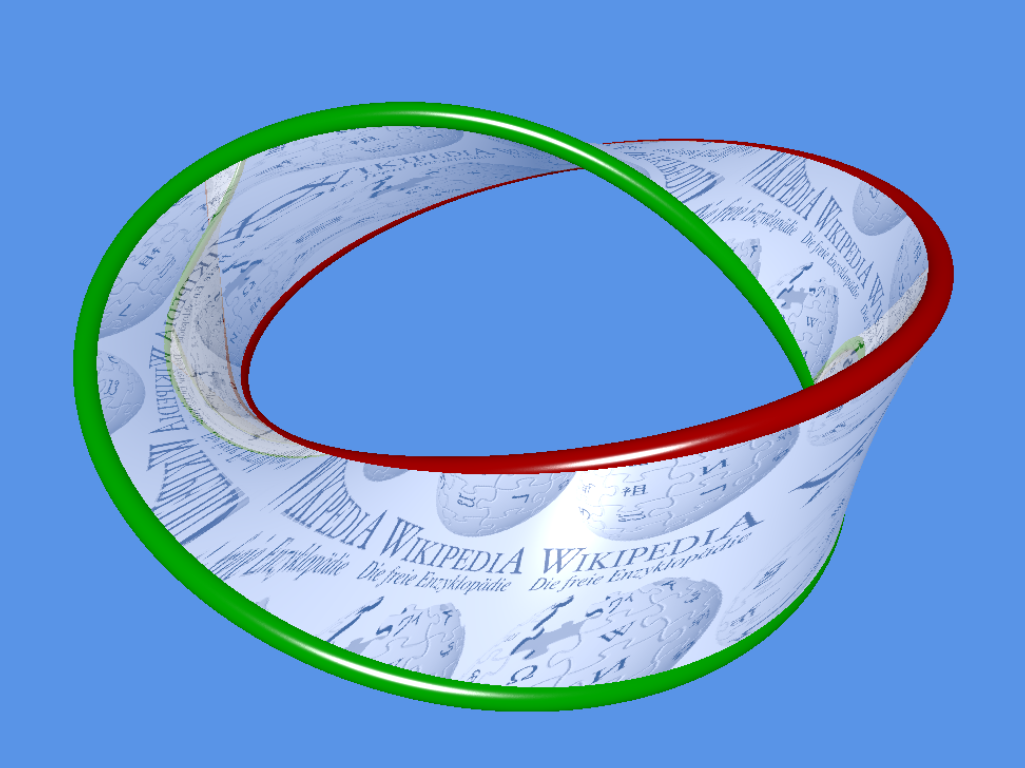
Dải Hopf (/hɑpf/) là một mô hình cho cấu trúc tô pô của DNA.

Trong sinh học, lý thuyết ruy băng là một phần của lý thuyết toán học để ứng dụng ở lĩnh vực nghiên cứu cấu trúc phân tử DNA. Lý thuyết khoa học này áp dụng tổng hợp các kiến thức của tô pô học, vật lý học và sinh học phân tử về DNA.
Đây là thuật ngữ dịch từ tiếng Anh ribbon theory (IPA: /ˈrɪbən ˈθɪəri/) dùng để chỉ các nghiên cứu về thuộc tính toán học của phân tử DNA khi xem phân tử DNA như một mảnh dài như chiếc ruy băng (ribbon), như một dải (đeo huy chương) hoặc một băng vải. Bởi vậy, còn có thể dịch là lý thuyết dải băng, hoặc là lý thuyết băng DNA. Trong dải DNA, phân tử DNA có thể có xoắn hoặc thắt nút.

## Tổng quan
Trước đây, người ta đã biết rằng phân tử DNA trong tự nhiên có thể tồn tại ở nhiều dạng khác nhau: xoắn thuận và xoắn nghịch, cấu trúc dạng A, hay B hoặc Z,... Tuy nhiên, tương đối gần đây, các nhà khoa học đã phát hiện các kiểu cấu trúc phức tạp khác từ các dạng trên: phân tử DNA có thể vặn xoắn một hay nhiều lần, một đoạn xoắn kép có thể thắt lại thành nút,... khi nó tồn tại trong tế bào, thực hiện chức năng nào đó. Những kiểu cấu trúc này - về mặt hình học - giống như một dải vật chất, nên có thể vận dụng lý thuyết chuỗi trong toán học để nghiên cứu. Từ đó ra đời các lý thuyết toán học về cấu trúc hình học của DNA như như lý thuyết dải băng (ruy-băng) DNA, lý thuyết nút thắt DNA.

## Khái niệm

Mô hình nút thắt trong nghiên cứu cấu trúc tôpô của DNA

- Trong lý thuyết ruy băng có những khái niệm cơ bản sau.

-     Chỉ số liên kết Link là số nguyên vòng xoắn của ruy băng quanh trục của nó.
-     Chỉ số vặn Twist chỉ độ vặn của ruy băng quanh trục của nó.
-     Chỉ số cuộn Writhe là thước đo độ không phẳng của đường cong trục của ruy băng nghiên cứu.
- Các công trình nghiên cứu của Grigore Călugăreanu, James H. White và F. Brock Fuller đã dẫn đến định lý Călugăreanu–White–Fuller, mô tả liên quan giữa ba chỉ số này là: Link = Writhe + Twist.[3][9]
- Nút thắt (knot). Khái niệm này dùng để mô tả DNA vòng ở trạng thái siêu xoắn, cuộn và thắt lại tồn tại trong tự nhiên (hình 2).